# جاكواي وولز
جاكواي وولز (بالإنجليزية: Jaquay Walls)‏ مواليد 3 أبريل 1978 في بروكلين، هو لاعب كرة سلة أمريكي معتزل. بدأ مسيرته الاحترافية في سنة 2000. تم اختياره من قبل فريق إنديانا بايسرز خلال الدرافت. اعتزل اللعب في 2003. لعب مع غلطة سراي لكرة السلة وإس تي بي لو هافر.

## روابط خارجية
- جاكواي وولز على موقع سبورتس رفرنس (الإنجليزية)
- جاكواي وولز على موقع كرة السلة الأوروبية.كوم (الإنجليزية)
- جاكواي وولز على موقع كلية كرة السلة في سبورتس رفرنس.كوم (الإنجليزية)
- جاكواي وولز على موقع ريلجم (الإنجليزية)
- جاكواي وولز على موقع بروبوليرز (الإنجليزية)